# Szerokopaś
Szerokopaś (do 1938 r. niem. Sierokopass) – wieś w Polsce położona w województwie warmińsko-mazurskim, w powiecie nidzickim, w gminie Nidzica. W latach 1975–1998 miejscowość administracyjnie należała do województwa olsztyńskiego.
Wieś mazurska, położona pod Nidzicą. We wsi działa gospodarstwo agroturystyczne oraz zakład meblarski.

## Historia
Wieś powstała w 1359 r. na 40 łanach. Szkoła wiejska powstała w latach 1737–1750. Na początku XIX w. wieś miała jeszcze prawo chełmińskie. W 1818 r. we wsi były 24 domy i 131 mieszkańców. W 1858 r. do wsi należało 2177 morgów ziemi. W 1871 roku w 36 domach mieszkało 258 osób. W drugiej połowie XIX we wsi była cegielnia. W 1890 r. we wsi było 38 domów, w których mieszkało 288 osób. W 1938 r., władze hitlerowskie, w ramach akcji germanizacyjnej zmieniły urzędowa nazwę wsi z Sierokopass na Breitenfelde. W 1939 r. we wsi odnotowano 239 mieszkańców.